# Xã Enterprise, Quận Nelson, Bắc Dakota
Xã Enterprise (tiếng Anh: Enterprise Township) là một xã thuộc quận Nelson, tiểu bang Bắc Dakota, Hoa Kỳ. Năm 2010, dân số của xã này là 27 người.